# Тернопільський завод безалкогольних напоїв
Тернопільський завод безалкогольних напоїв — товариство з обмеженою відповідальністю, підприємство харчової промисловості у м. Тернополі. Золота медаль і Диплом 1 ст. ВДНГ СРСР за високу якість продукції (1986, м. Москва, нині РФ), дипломи галузеві, Тернопільської ОДА та інші відзнаки.
Одне з перших підприємств міста, організоване після німецько-радянської війни як «харчова артіль», що об'єднувала всі харчові підприємства міста (1944). На його базі започаткувався ремонтно-механічний завод із випуску нестандартного обладнання, кондитерська фабрика, харчокомбінат. Від 1969 функціонує завод безалкогольних напоїв, від березня 1998 — нинішня назва.
Від березня 1983 — директор І. Свистун.
Освоєно виробництво фруктових вод понад 50 найменувань, у тому числі на натуральних соках, лікувальних травах, концентратах. Основні види продукції: оцет натуральний, спирт харчовий 9 %, квас хлібний бочковий (для якого використовують лише екологічно чисту високоякісну сировину, виготовляють біологічним шляхом, традиційно розливають у скляну тару), газові безалкогольні напої «Абрикос», «Апельсин», «Малинка», «Лимон», «Грушка», «Буратіно», «Крем-Сода» та інші; мінеральні води: «Лісова пісня», «Вода питна столова».
Продукцію заводу реалізується у майже всіх областях України. Укладаються контракти з фірмами Болгарії, Ізраїлю, Німеччини, Польщі.
Серед споріднених підприємств Тернопільщини завод — лідер виробників продукції з натуральної сировини.